# Fouday
Fouday  (deutsch Urbach) ist eine französische Gemeinde mit 358 Einwohnern (Stand 1. Januar 2021) im Bereich der Nordvogesen im Département Bas-Rhin in der Region Grand Est (bis 2015 Elsass).

## Geschichte
Das Dorf im Steintal ist in der deutschen Literatur durch Büchners Erzählung Lenz bekannt.
Am 1. Januar 1975 fusionierte die Gemeinde mit Waldersbach, Belmont und Bellefosse zur Gemeinde Le Ban-de-la-Roche. Seit dem 1. Januar 1992 ist Fouday wieder eigenständig und seit dem 1. Januar 2000 ein Mitglied der Communauté de communes de la Vallée de la Bruche.

## Bevölkerungsentwicklung
| Jahr      | 1962 | 1968 | 1975 | 1982 | 1990 | 1999 | 2006 | 2017 |
| Einwohner | 230  | 233  | 222  | 253  | 277  | 303  | 340  | 341  |

## Verkehr
Fouday hat einen Bahnhof an der Bahnstrecke Strasbourg–Saint-Dié und wird im Regionalverkehr von Zügen des TER Grand Est bedient.

## Sehenswürdigkeiten
- Protestantische Kirche
- Grab von Johann Friedrich Oberlin (1740–1826), elsässischer Pfarrer und Sozialreformer
- Eisenbahnviadukt der SNCF; die Eisenbahnlinie folgt dem Tal der Bruche

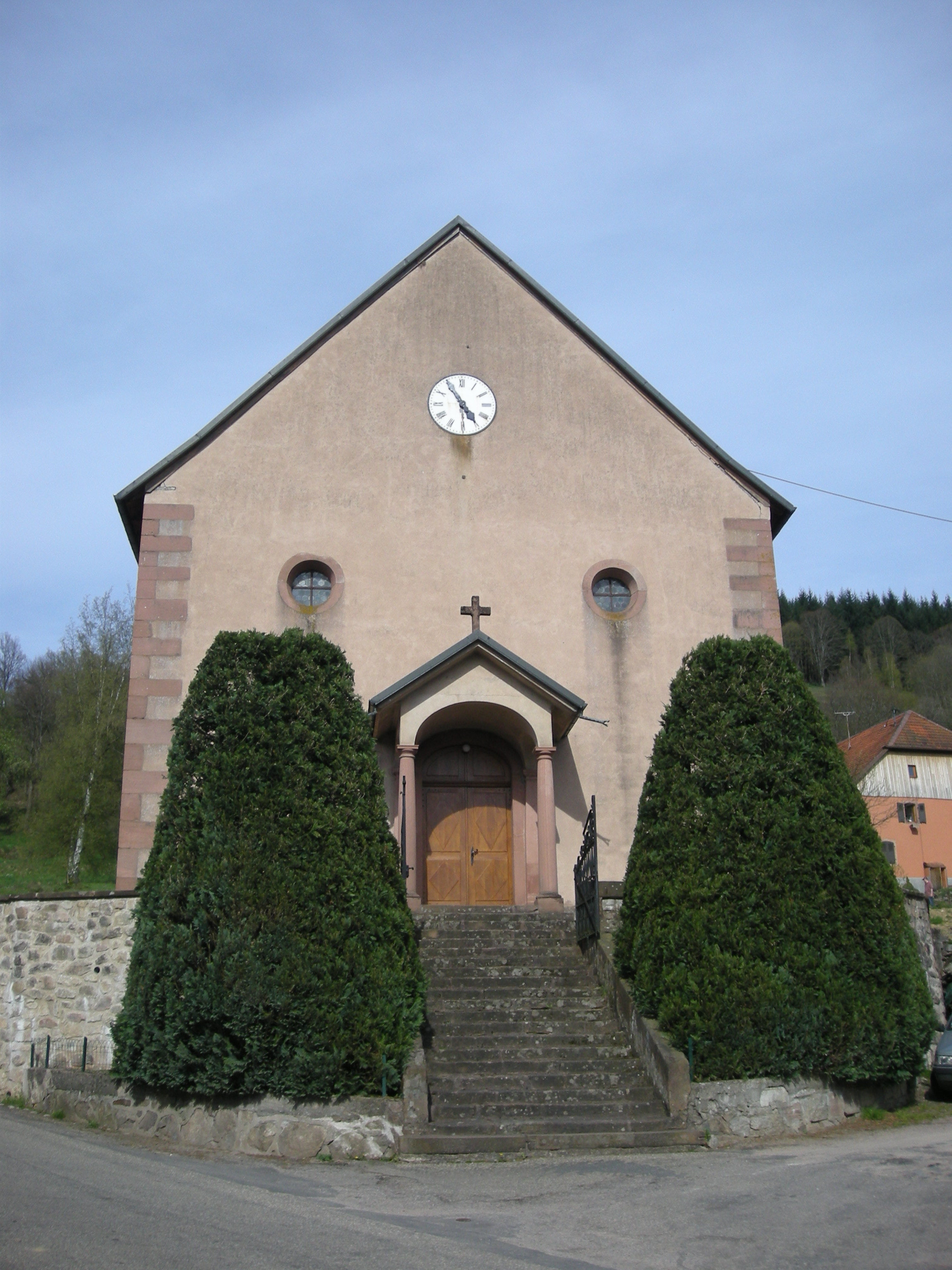
Protestantische Kirche Fouday
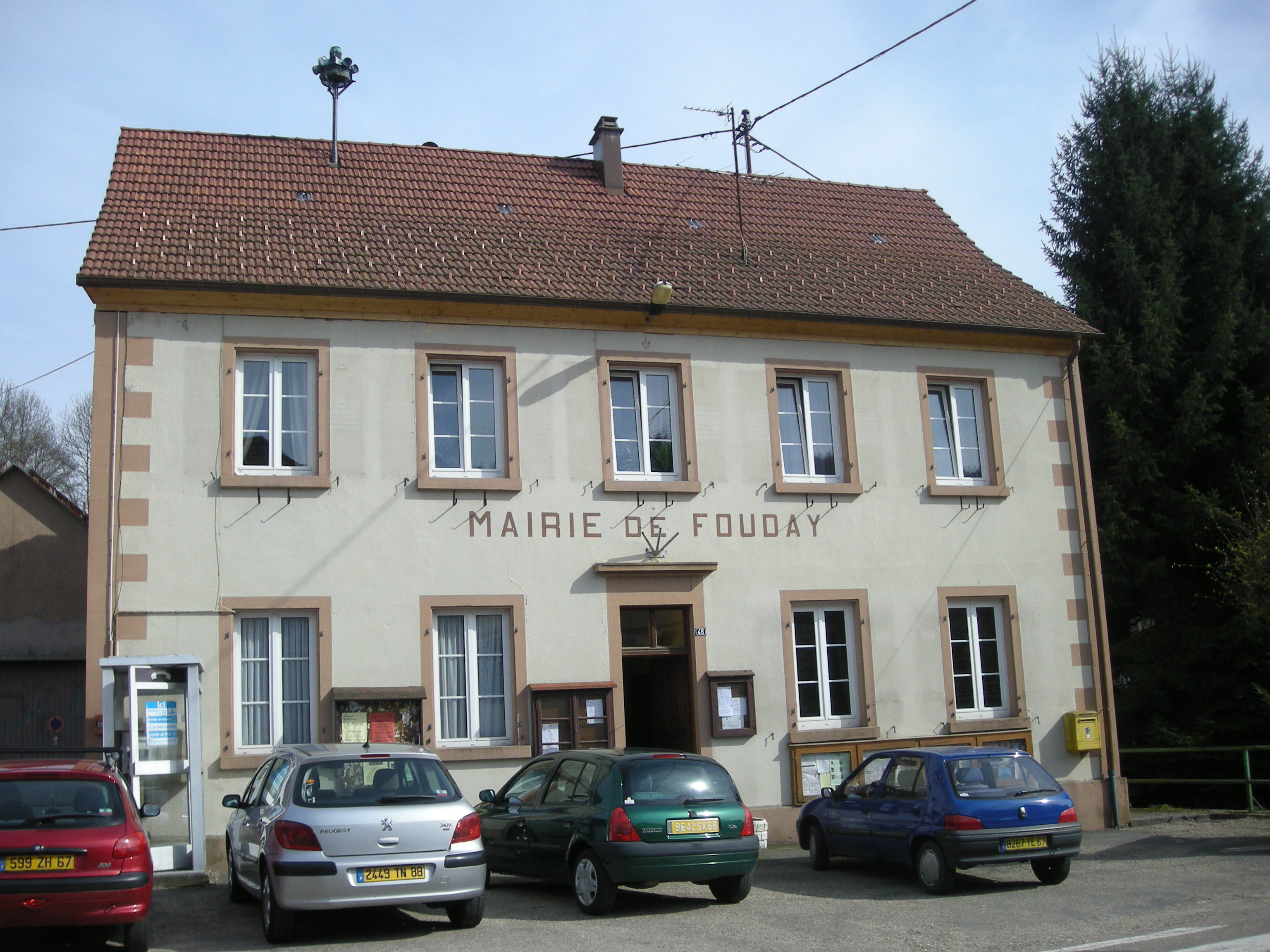
Mairie Fouday

## Persönlichkeiten
- Tommy Fallot (1844–1904), evangelischer Pfarrer, Mitbegründer des religiösen Sozialismus